# Вандышево (п/о Лом)
Это статья о деревне, расположенной у истока реки Языковки, вблизи железнодорожной платформы Пиняги, в том же сельском округе есть деревня с тем же названием, расположенная вблизи деревни Дюдьково, недалеко от берега Волги. Кроме того ещё одна деревня с тем же названием имеется на расстоянии 4,5 км к юго-востоку от данной, в окрестностях посёлка и станции Лом, но эта деревня относится к Большесельскому району.
Ва́ндышево (В документах для отличия от одноинменной деревни Вандышево (47 км)) — деревня Ломовского сельского округа в Октябрьском сельском поселении Рыбинского района Ярославской области.
Деревня расположена на левом, восточном берегу реки Языковка у самого её истока, с юго-западной стороны, на удалении около 1 км от железной дороги Ярославль—Рыбинск и стояшей по другую сторону дороги деревни Пиняги, или примерно в 1,5 км к югу от платфориы Пиняги. Напротив деревни Вандышево на левом берегу стоит деревня Палкино. Вдоль реки Языковка проходит просёлочная дорога, в южном направлении она ведёт на деревню Сельцо, а в северо-восточном ведёт к деревне Пиняги. Перечисленные деревни крайние, в западном направлении, деревни Октябрьского сельского поселения, к западу от них — Волжское сельское поселение.
Деревня Вандышева указана на плане Генерального межевания Борисоглебского уезда 1792 года. В 1825 Борисоглебский уезд был объединён с Романовским уездом. По сведениям 1859 года деревня относилась к Романово-Борисоглебскому уезду.
На 1 января 2007 года в деревне числилось 5 постоянных жителей. Почтовое отделение, находящееся в посёлке Лом, обслуживает в деревне Вандышево 11 домов.